# Chasse gardée !
Pour les articles homonymes, voir Chasse gardée.
Chasse gardée ! est la version française du jeu de société allemand Halali!, créée par Rudi Hoffmann, illustré par Franz Vohwinkel et édité en français par Tilsit en 2002 sous licence Kosmos.
C'est un jeu grand public mais tout de même destiné aux jeunes et qui se joue à deux. Il s'agit de capturer tantôt des animaux, des arbres, ou des « animaux humains ». Le hasard et la stratégie importent. Une partie dure environ 40 minutes.

## Règle du jeu
Dans la forêt il y a deux camps :
1. les ours et les renards ;
2. les chasseurs et les bûcherons.

Dans la forêt, il y a aussi des faisans, des canards et des arbres. Et tout le monde se mange, sauf les arbres.
Le plan de jeu représente la forêt. Des cartons carrés appelés tuiles sont posés face cachée sur le plan de jeu. Seule la case centrale reste vide.
À tour de rôle on peut :
- soit retourner une tuile pour découvrir ce qui s’y cache (animal, animal humain...)
- soit bouger une de ses tuiles ou une tuile neutre (canard, faisan…). Une tuile peut être déplacée d'autant de cases que désiré en ligne droite et s'il n'y a pas d'obstacle.

Capacités des pièces :
- L'ours peut manger les chasseurs et les bûcherons, mais il n'avance que d'une case.
- Le renard mange les canards et les faisans.
- Les bûcherons coupent les arbres mais ils ne bougent que d'une case.
- Les chasseurs peuvent tuer tous les animaux, mais ils ne peuvent tirer que dans le sens qu'indique leur fusil.

À la fin de la partie, gagne celui qui obtient le plus de points. Effectivement, chaque sorte de tuile représente une valeur particulière. On peut aussi gagner des points en sortant des tuiles de la forêt pendant 5 tours à partir du moment où il n'y a plus de tuile à retourner.
Afin que les adversaires aient les mêmes chances, il est conseillé de jouer une revanche en changeant les rôles.